# Andrey Lunyov
Andrey Yevgenyevich Lunyov - em russo, Андрей Евгеньевич Лунёв (Moscou, 13 de novembro de 1991) - é um futebolista russo que atua como goleiro. Atualmente joga no Dínamo de Moscou.

## Carreira
Foi convocado para defender a Seleção Russa de Futebol na Copa do Mundo de 2018.